# 三並義忠
三並 義忠（みなみ よしただ、1908年（明治41年）1月8日 - 1966年（昭和41年）9月1日 ）は、昭和期の工学技術者。自動電気釜の開発者として知られる。

## 経歴
愛媛県新居郡中萩村（現・新居浜市）出身。小学校を卒業後鉄道省に入省。鉄道機関士を目指し働きながら大阪市立都島工業専修学校（現・大阪市立都島第二工業高等学校）で学ぶ。1928年に鉄道省を退職して上京。芝浦工学校（現・芝浦工業大学）を卒業。
ドイツ系の機械商社アンドリュウス社に入った。1932年または1934年に独立し光伸社を設立。精密測定器を製作した。戦後はテープレコーダーや16ミリ映画のトーキー、圧力釜などを作った。
1952年に東京芝浦電気(東芝)と関係し、自動電気釜を発明した。開発の過程では一家総出で実験に当たり、様々なデータを収集し、様々な問題に直面しつつも3年間をかけて1955年に開発に成功した。東芝は1955年12月に初めて自動電気釜を販売し、その後爆発的に売れるようになる。その後、最高月産20万台を販売し、4年後には日本の全家庭の約半数にまで普及し、総生産台数も1235万台を記録した。
自動電気釜の発明については、NHK総合テレビジョンのプロジェクトX〜挑戦者たち〜「倒産からの大逆転劇 電気釜 ～町工場一家の総力戦～」として、2001年2月27日にて取り上げられた。

## 受賞
1959年　第1回科学技術賞